# Crotaphatrema bornmuelleri
Crotaphatrema bornmuelleri là một loài không chân thuộc họ Scolecomorphidae. Chúng là loài đặc hữu của Cameroon.
Môi trường sống tự nhiên của chúng là rừng ẩm vùng đất thấp nhiệt đới hoặc cận nhiệt đới, các đồn điền, vườn nông thôn, và rừng trước đây suy thoái nghiêm trọng.